# (37334) 2001 QW197
2001 QW197 (asteroide 37334) é um asteroide da cintura principal. Possui uma excentricidade de 0.15145100 e uma inclinação de 5.12951º.
Este asteroide foi descoberto no dia 22 de agosto de 2001 por LINEAR em Socorro.